# Châteauneuf, Côte-d'Or
Châteauneuf är en kommun i departementet Côte-d'Or i regionen Bourgogne-Franche-Comté i östra Frankrike. Kommunen ligger i kantonen Pouilly-en-Auxois som tillhör arrondissementet Beaune. År 2022 hade Châteauneuf 81 invånare.

## Befolkningsutveckling
Antalet invånare i kommunen Châteauneuf
Referens:INSEE